# Berningerus
Berningerus – rodzaj chrząszczy z rodziny kózkowatych. 

## Zasięg występowania
Przedstawiciele tego rodzaju występują w Afryce.

## Systematyka
Do Berningerus zaliczane są 4 gatunki:
- Berningerus gorilloides
- Berningerus gorillus
- Berningerus mameti
- Berningerus maynei.